# Boyle, Irland
Boyle (iriska: Mainistir na Búille) är ett samhälle i grevskapet Roscommon på Irland. Boyle ligger vid foten av Curlew Mountains i närheten av Lough Key i den norra delen av landet. I närheten av Boyle finns fiskesjöarna Lough Arrow och Lough Gara.
År 2002 hade Boyle totalt 2 205 invånare. Staden är även känd för att vara födelseplatsen för den irländska skådespelerskan Maureen O’Sullivan.
Boyle ligger på järnvägslinjen mellan Dublin och Sligo och vägen N4 mellan samma orter löper förbi samhället.